# General Terán
General Terán ist eine Kleinstadt (ciudad) und Sitz des gleichnamigen municipio im mexikanischen Bundesstaat Nuevo León.

## Geografie
Die Stadt mit gut 6000 Einwohnern liegt etwa 15 km nordöstlich von Montemorelos und damit etwa 80 km südöstlich von Monterrey. Im Süden befindet sich Linares.

## Geschichte
Im Jahr 1851 wurde per Dekret der Name General Terán zu Ehren von Manuel Mier y Terán vergeben. Der Ursprung des Ortes liegt dabei in der Hacienda de la Soledad de la Mota.
Diese diente 1929 dem kurz zuvor abgelösten Präsidenten Plutarco Elías Calles zur Gründung seiner neuen Parte, der PRI.
Für die letzte Etappe des zunächst per Zug anreisenden Calles war im Vorfeld eigens die Straße aus Montemorelos asphaltiert worden. Sie ist damit die erste asphaltierte Straße im Bundesstaat.
1977 wurde General Terán zur Stadt ernannt.

## Städtepartnerschaften
Es besteht eine Partnerschaft zu Laredo, Texas, USA.

## Persönlichkeiten
- Fernando Elías Calles Sáenz (1931–2013), Botschafter